# GIPF
Il GIPF è un gioco da tavolo di strategia ideato da Kris Burm, il primo di sei giochi facenti parte del cosiddetto Progetto GIPF.

## Scopo del gioco
Il primo giocatore che riesce a far sì che l'avversario rimanga senza pezzi o senza pezzi-GIPF sulla tavola, vince il gioco. Pertanto è bene avere sempre almeno un pezzo di riserva e sempre almeno un pezzo-GIPF sulla tavola.

## Pezzi
I giocatori iniziano con 18 pedine ciascuno di riserva. Un giocatore ha tutte pedine nere e l'altro bianche. Si dicono pedine di riserva quei pezzi del proprio colore che non sono in gioco sulla tavola. Si dice pezzo-GIPF l'insieme di due pedine una sull'altra.

## Tavola di gioco
Ai bordi della tavola ci sono 24 punti neri; essi non fanno parte dell'area di gioco ma servono a posizionare le pedine prima di farle entrare in gioco. L'area di gioco vera e propria  è costituita da 37 punti (intersezioni), rappresentanti altrettanti apici di triangoli equilateri. Soltanto i pezzi che stanno sulle intersezioni sono in gioco. Le linee che uniscono le intersezioni indicano la direzione lungo la quale le pedine possono essere spostate.

## Regole di gioco
All'inizio del gioco, ogni giocatore ha i propri 18 pezzi in riserva. La tavola va orientata in modo che il punto E1 sia dalla parte del giocatore con pedine bianche.
Si tira a sorte per scegliere quale colore inizia a giocare. Chi estrae il bianco gioca. 
La prima mossa del bianco deve essere un pezzo-GIPF, cioè si prendono due pedine dalla riserva e le si mettono una sull'altra; il pezzo doppio viene posto su uno dei punti neri sul bordo della tavola e lo si spinge su un punto nero (intersezione) adiacente.  È possibile muovere un solo pezzo per volta, mai due o più. Fatto questo tocca all'avversario che mette in gioco con modalità analoga un proprio pezzo-GIPF.
A questo punto entrambi i giocatori hanno fatto una mossa. Quando si mette in gioco una nuova pedina, è possibile porla in punto vuoto oppure su un punto già occupato. Se il punto è già occupato, esso deve prima essere liberato: il pezzo che occupa quel gioco, indipendentemente dal suo colore, deve essere spostato nel punto più vicino. SE anche questo punto è occupato, anche la pedina che lo occupa va spostata di un punto, e così via...Quindi, la pedina iniziale viene posta sul punto liberato. 
Entrambi i giocatori possono metter in  gioco quanti pezzi-GIPF vogliono, fino a che saranno costretti a metterne in gioco uno solo. È buona norma, quando si sta ancora imparando il gioco, giocare con 3 o 4 pezzi-GIPF. Una volta, però, che si è messa in gioco una pedina singola, non sarà più possibile mettere in gioco da quel momento in poi pezzi doppi (pezzi-GIPF) ma soltanto pedine singole.
Ogni pedina, una volta sulla tavola di gioco, non può essere spostata autonomamente, è necessario porre sulla tavola una nuova pedina per spostarne una già sulla tavola. Una volta sulla tavola, le pedine singole e i pezzi doppi (pezzi-GIPF: ricordiamo si tratta di due pedine una sull'altra) possono essere spostate da entrambi i giocatori indipendentemente dal loro colore. 
Quando tutti i punti di una linea sono occupati da pedine non sarà più possibile spostarle nella direzione di quella linea, perché alle pedine non è consentito uscire dalla tavola.

### Uso dei pezzi-GIPF
Un pezzo-GIPF conta come pezzo singolo. La sola differenza tra pedina e pezzo-GIPF (indipendentemente dal colore) è che i pezzi doppi (pezzi-GIPF) possono essere lasciati sulla tavola quando fanno parte di un gruppo lineare di quattro pezzi. Se si decide di rimuovere dalla tavola un pezzo-GIPF questo non potrà più essere reintrodotto come tale, se si sono già introdotti pezzi singoli. È possibile separare le due pedine del pezzo-GIPF in due pedine singole.

## Presa delle pedine
La presa dei pezzi dalla tavola non costituisce una mossa in sé, ma sempre l'esito di un'altra mossa, sia propria che dell'avversario. 
Non appena quattro pezzi di uno stesso colore, è obbligatorio rimuoverli dalla tavola. Non solo i 4, dello stesso colore ma anche tutte le altre pedine (anche di colore diverso) che dovessero completare la linea. I pezzi del proprio colore rientrano a fare parte della riserva, mentre i pezzi del colore dell'avversario vengono tenuti da parte e l'avversario non potrà più servirsene. 
Qualora di tutti i pezzi da rimuovere, alcuni sono pezzi doppi (pezzi-GIPF), si può decidere di rimuoverli oppure di lasciarli sulla tavola.

## Fine del gioco
Il gioco termina se si verifica una di queste due situazioni:
1) Cattura di tutti i pezzi-GIPF dell'avversario.
2) L'avversario rimane senza pezzi nella sua riserva.